# Archibald Gracie IV.
Archibald Gracie IV., ameriški pisatelj, vojak in ljubiteljski zgodovinar * 15. januar 1858 Mobile, Alabama, ZDA † 4. december 1912, New York City, ZDA. 
Gracie je bil viden član družine Gracie, ki je najbolj znan potem, da je preživel potop Titanica in je bil tudi prvi preživeli potnik, ki je umrl.
 Gracie se je rodil v škotsko-ameriški družini Gracie. Njegov oče Archibald Gracie III se je bojeval več bitkah, preden je bil leta 1864 ubit v bitki pri Peterburgu. Istega leta je Archibald Gracie IV. obiskoval šolo sv. Pavla v Concordu v New Hampshiru. Pozneje je obiskoval vojaško akademijo ZDA (čeprav ni diplomiral) in sčasoma postal polkovnik 7. stopnje v New Yorku.
Gracie IV. je bil ljubiteljski zgodovinar, ki ga je še posebej zanimala bitka pri Chickamaugi leta 1863, v kateri se je bojeval njegov oče. Več let je raziskoval bitko in na koncu napisal knjigo z naslovom Resnica o Chickamaugi, ki je izšla leta 1911. V začetku leta 1912 je potoval v Evropo na ladji RMS Oceanic, sam, brez žene ali hčerke. Povratno potovanje v ZDA je opravil na ladji RMS Titanic kot potnik prvega razreda.
Ko je Titanic trčil v ledeno goro, je bil Gracie v kadilnici prvega razreda, kjer je s svojimi prijatelji igral karte in pil viski. Ko se je začela evakuacija, je pustil prednost ženskam in otrokom v čolne. Gracie je bil eden od preživelih potnikov, ki se je rešil na plavajoči zložljivi čoln B in s tem preživel potopitev. Ko se je vrnil v ZDA z RMS Carpathio, je napisal knjigo "Resnica o Titanicu", ki je postala v javnosti zelo priljubljena in je še vedno v tisku. Pri pisanju knjige je Gracie vsak dan poskušal dobiti informacije preživelih potnikov, da bi v knjigo napisal čim več resničnih dogodkov.
Ker je bil Gracie diabetik, so njegovo zdravje močno prizadele telesne poškodbe in podhladitev, ki jo je utrpel pri potopu, zaradi česar ni nikoli ozdravel. Umrl je zaradi zapletov zaradi sladkorne bolezni, manj kot osem mesecev po potopu Titanica, zaradi česar je postal prvi preživeli potnik, ki je umrl. Njegovega pogreba se je udeležilo veliko njegovih preživelih prijateljev in svojcev žrtev. Njegova knjiga "Resnica o Titanicu" je izšla nekaj tednov po njegovi smrti.